# Miłość i śmierć w Wenecji
Miłość i śmierć w Wenecji – amerykańsko-brytyjski melodramat z 1997 roku na podstawie powieści Henry’ego Jamesa.

## Opis fabuły
Londyn, początek XX wieku. Kate Croy po śmierci matki jest wychowywana przez ciotkę Maude. Jej ojciec powydawał pieniądze na alkohol. Ciotka postanawia wyswatać ją z bogatym lordem Markiem. Tymczasem Kate zakochała się w ubogim dziennikarzu Mertonie Denscherze. Zaręczają się w tajemnicy, ale ten związek nie ma przyszłości. Pewnego dnia poznają Millie Theale, bogatą Amerykankę, która przybywa do Europy pozwiedzać i zaznać miłości przed śmiercią. Kate i Merton planują intrygę i oboje ruszają za nią do Wenecji. Merton ma ożenić się z Mille, a po jej śmierci będąc bogatym człowiekiem poślubić Kate.

## Obsada
- Helena Bonham Carter – Kate Croy
- Linus Roache – Merton Densher
- Alison Elliott – Millie Theale
- Charlotte Rampling – Ciocia Maude
- Elizabeth McGovern – Susan 'Susie' Stringham
- Michael Gambon – Lionel Croy, ojciec Kate
- Alex Jennings – Lord Mark

i inni

## Nagrody i nominacje
Oscary za rok 1997
- Najlepszy scenariusz adaptowany - Hossein Amini (nominacja)
- Najlepsze zdjęcia - Eduardo Serra (nominacja)
- Najlepsze kostiumy - Sandy Powell (nominacja)
- Najlepsza aktorka - Helena Bonham Carter (nominacja)

Złote Globy 1997
- Najlepsza aktorka dramatyczna - Helena Bohnam Carter (nominacja)

Nagrody BAFTA 1997
- Najlepsze zdjęcia - Eduardo Serra
- Najlepsza charakteryzacja - Sallie Jaye, Jan Archibald
- Najlepszy scenariusz adaptowany - Hossein Amini (nominacja)
- Najlepsze kostiumy - Sandy Powell (nominacja)
- Najlepsza aktorka - Helena Bonham Carter (nominacja)

Nagroda Satelita 1997
- Najlepszy scenariusz adaptowany - Hossein Amini (nominacja)
- Najlepsza scenografia - John F. Beard (nominacja)
- Najlepsze kostiumy - Sandy Powell (nominacja)
- Najlepsza aktorka dramatyczna - Helena Bonham Carter (nominacja)